# Tour de France 2008/3. Etappe
Die 3. Etappe der Tour de France 2008 am 7. Juli war 208 Kilometer lang und führte die Fahrer aus der Bretagne von Saint-Malo nach Nantes. Es standen lediglich drei Sprintwertungen auf dem Programm, Bergwertungen gab es auf dem Tagesabschnitt nicht.
Bereits kurz nach dem Start konnte sich eine Vierergruppe vom Feld absetzen, die aus Romain Feillu, Samuel Dumoulin, Paolo Longo Borghini und William Frischkorn bestand. Es folgten in kurzem Abstand die drei Sprintwertungen des Tages, die Dumoulin, Longo Borghini und Frischkorn gewannen. Der Vorsprung der Gruppe stieg nach und nach bis auf maximal 15:30 Minuten, wurde jedoch im weiteren Verlauf vom schneller fahrenden Hauptfeld wieder verkleinert. Knapp 60 Kilometer vor dem Ziel wurde die Straße von streikenden Hafenarbeitern blockiert, was die Fahrer aber nur wenig behinderte. Beim Eintreffen des Hauptfeldes konnte die Blockade aufgelöst werden. Da im Feld Uneinigkeit herrschte, konnten die Ausreißer einen Vorsprung von über zwei Minuten ins Ziel retten. Den Sprint in Nantes gewann Dumoulin. Feillu konnte sich durch die beste Platzierung in der Gruppe das Gelbe und das Weiße Trikot sichern. Im Zuge eines Sturzes im Hauptfeld 25 Kilometer vor dem Ziel, nach dem Ángel Gómez die Tour aufgeben musste, spaltete sich das Feld in mehrere Gruppen, wobei der Gesamtführende Alejandro Valverde in der ersten Gruppe war. Denis Menschow und Riccardo Riccò verloren jedoch 38 Sekunden auf Valverde, Christophe Moreau und Sylwester Szmyd 2:53 Minuten. Den Sprint des Feldes gewann Robbie McEwen vor Erik Zabel.

## Aufgaben
- 176 Ángel Gómez – während der Etappe, Sturz

## Sprintwertungen
- 1. Zwischensprint in Saint-Piat (Kilometer 21,5) (65 m ü. NN)

| Erster  | Samuel Dumoulin      | 6 Pkt. |
| Zweiter | Paolo Longo Borghini | 4 Pkt. |
| Dritter | Romain Feillu        | 2 Pkt. |
- 2. Zwischensprint in Bécherel (Kilometer 48,5) (192 m ü. NN)

| Erster  | Paolo Longo Borghini | 6 Pkt. |
| Zweiter | Romain Feillu        | 4 Pkt. |
| Dritter | William Frischkorn   | 2 Pkt. |
- 3. Zwischensprint in Montauban-de-Bretagne (Kilometer 62) (98 m ü. NN)

| Erster  | William Frischkorn | 6 Pkt. |
| Zweiter | Romain Feillu      | 4 Pkt. |
| Dritter | Samuel Dumoulin    | 2 Pkt. |
- Zielsprint in Nantes (Kilometer 208) (51 m ü. NN)

| Erster   | Samuel Dumoulin      | 35 Pkt. |
| Zweiter  | William Frischkorn   | 30 Pkt. |
| Dritter  | Romain Feillu        | 26 Pkt. |
| Vierter  | Paolo Longo Borghini | 24 Pkt. |
| Fünfter  | Robbie McEwen        | 22 Pkt. |
| Sechster | Erik Zabel           | 20 Pkt. |
| Siebter  | Óscar Freire         | 19 Pkt. |
| Achter   | Thor Hushovd         | 18 Pkt. |
| Neunter  | Robert Förster       | 17 Pkt. |
| Zehnter  | Mark Cavendish       | 16 Pkt. |
| 11.      | Kim Kirchen          | 15 Pkt. |
| 12.      | Robert Hunter        | 14 Pkt. |
| 13.      | Jérôme Pineau        | 13 Pkt. |
| 14.      | Iñaki Isasi          | 12 Pkt. |
| 15.      | Leonardo Duque       | 11 Pkt. |
| 16.      | Francesco Chicchi    | 10 Pkt. |
| 17.      | Martijn Maaskant     | 9 Pkt.  |
| 18.      | Martin Elmiger       | 8 Pkt.  |
| 19.      | Julian Dean          | 7 Pkt.  |
| 20.      | Matteo Carrara       | 6 Pkt.  |
| 21.      | Gert Steegmans       | 5 Pkt.  |
| 22.      | Sébastien Chavanel   | 4 Pkt.  |
| 23.      | Sebastian Lang       | 3 Pkt.  |
| 24.      | George Hincapie      | 2 Pkt.  |
| 25.      | David Millar         | 1 Pkt.  |